# Esoterismus

Kabalistický Strom života tvořený sefiroty, koncept často užívaný v západním esoterismu.

Esoterismus, též západní esoterismus, je souhrnný termín pro různá duchovní hnutí a proudy v západní kultuře vycházející z gnosticismu, hermetismu a neoplatonismu pozdního starověku. Zahrnuje především renesanční magii, Paracelsovo učení, rosikruciánství, křesťanskou kabalu, svobodné zednářství, teosofii a New Age.  Úzce souvisejícím a často zaměnitelným pojmem je okultismus odkazující na okultní, tedy skryté vlastnosti či síly, v přírodě.
Kromě této definice založené na výčtu historicky provázaných hnutí a učení lze esoterismus definovat také jako vyhrazení určitých tajných znalostí zasvěcencům bez ohledu na náboženský či duchovní směr. Obě tyto definice jsou často užívány zároveň, což vede ke zmatkům ohledně toho, co esoterismus vlastně znamená. Výše zmíněný termín západní esoterismus je z tohoto důvodu užíván pro první z definovaných fenoménů.
Existují také pokusy západní esoterismus definovat na základě typických vlastností. Francouzský akademik Antoine Faivre mezi tyto základní znaky řadí koncept korespondencí – spojený s ideou makrokosmu a mikrokosmu, víra ve vesmír jako živoucí bytost, důraz na kreativní imaginaci a vnitřní proměnu esoterika skrze poznání, doprovázený často ideou souladu mezi duchovními proudy – prisca theologia, a předávání zkušeností skrze zasvěcení. Někteří badatelé, například Kocku von Stuckrad nebo Hans Kippenberg, však poukazují na to že Faivreho koncept sice velice dobře odpovídá tradicím na které se specializuje, tedy renesanční magii, křesťanské teosofii a německé Naturphilosophii, ale hůře už je aplikovatelný židovský a islámský esoterismus nebo na vliv buddhismu v západním esoterismu.
Esoterismus je často komercializován a příklady „esoterního průmyslu“ lze nalézt již ve starověku. Široká nabídka literatury, kyvadel, krystalů, věšteb či terapií představuje svého druhu obchodní odvětví. Esoterismus tohoto typu pak s „esoterickým věděním“ tohoto typu má pramálo společného.

## Esoterická učení

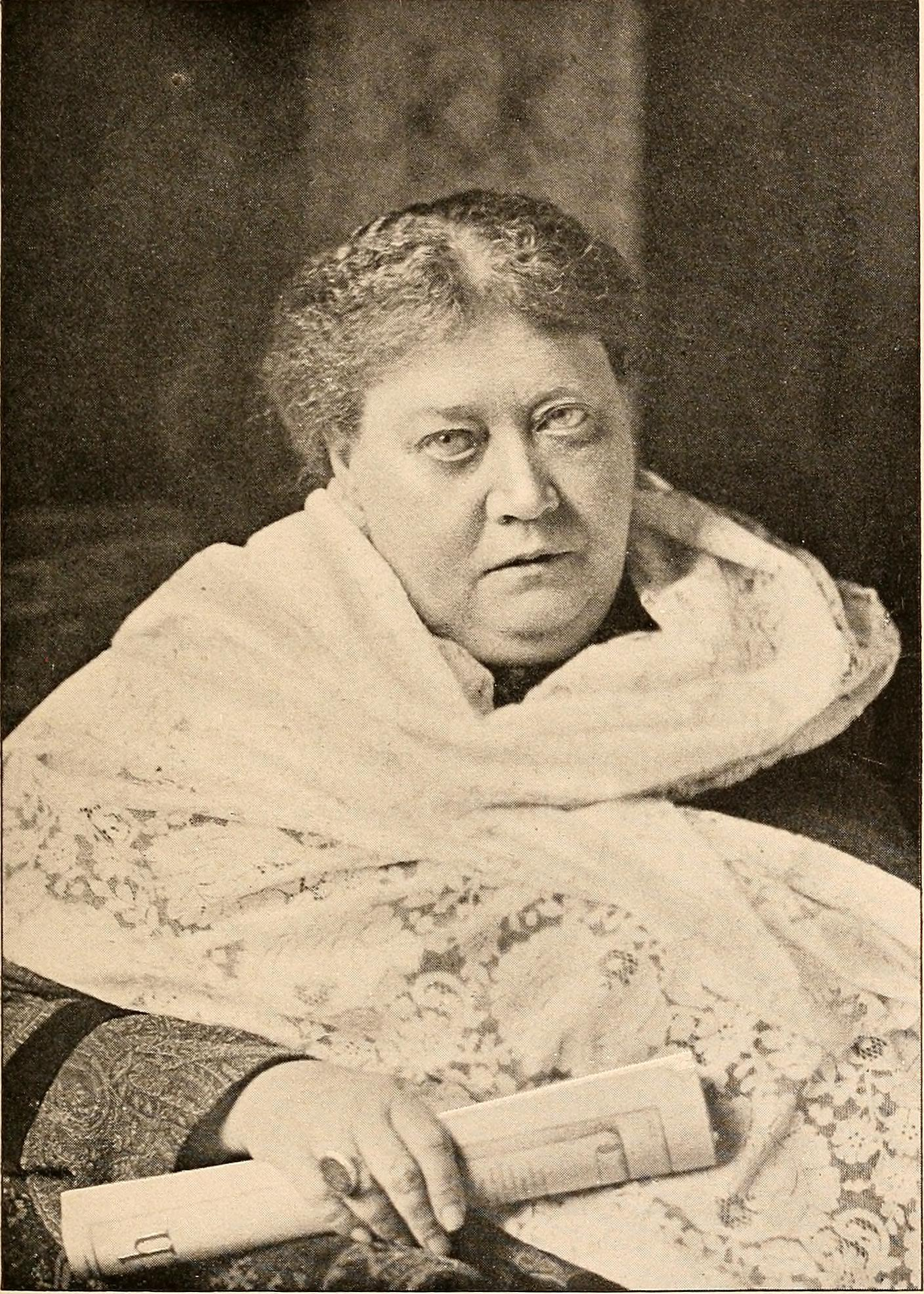
Helena Petrovna Blavatská, zakladatelka Teosofické společnosti.

Kromě výše uvedených zdrojů západního esoterismu, jako je neoplatonismus, hermetismus, gnosticismus a židovská kabala, jsou mezi esoterická řazena především následující hnutí, tradice a učení:
- renesanční magie
- křesťanská kabala a jiné formy esoterického křesťanství
- paracelsiánství, učení lékaře a alchymisty Paracelsa a jeho následovníků
- křesťanská teosofie, především učení Jakoba Böhma a Emanuela Swedenborga
- rosikruciánství
- vícestupňové zednářství
- martinismus
- spiritismus a mesmerismus
- hnutí Nového myšlení a Křesťanské vědy
- revival rituální magie v 19. století, představovaný například Eliphasem Lévim či Hermetickým řádem Zlatého úsvitu
- Thelema, učení Aleistera Crowleyho
- Teosofická společnost Heleny Petrovny Blavatské
- antroposofie Rudolfa Steinera
- New Age

## Původ
Původ západního esoterismu leží v interakci řecko-římského dědictví s judaismem a křesťanstvím, později ovlivněné též islámem. Vychází především z hélenistických filosofických škol a náboženství gnosticismu, alexandrijského hermetismu a novoplatonismu, jejichž myšlenky zůstávaly živé mezi zájemci o magii, alchymii a astrologii. V oficiální křesťanské teologii se však toto myšlenkové dědictví objevovalo jen sporadicky, například u Pseudo-Dionýsa v 6. století, a dobová scholastika vycházela pod vlivem arabského filosofa Averroa spíše z aristotelovské filosofie. Až renesanční učenci utvořili syntézu těchto helénistických učení ovlivněnou židovskou kabalou, často chápanou jako věčná filosofie - philosophia perennis – či jako odkaz pradávné teologie – theologia prisca, jež odvozovali od postav jako Mojžíš, Zarathuštra, Hermés Trismegistos, Platón a Orfeus. Později, především od 19. století, začal kromě hélenistických, křesťanských, židovských a islámských vlivů v západním esoterismu sílit vliv východních a domorodých náboženských tradic.
Nicholas Goodrick-Clarke poukazuje na rozkvět esoterických myšlenek v dobách, kdy stávající světonázor procházel krizí, provázenou rozpadem náboženské ortodoxie a společenského řádu. Příkladem je právě řecko-římská kultura narušovaná v pozdní antice globalizací, urbanizací a multikulturalismem, renesanční Itálie se svým ekonomickým a kulturním pokrokem či Evropa 19. století – se svou urbanizací, industrializací, úpadkem organizovaného náboženství a rozvojem moderní vědy.

## Esoterismus a náboženství
Západní esoterismus je často kritizován příslušníky velkých náboženství, především křesťanství a islámu, a chápán jako praktikování černé magie a projev panteismu. 
Problematická je otázka, zda řadit samotný západní esoterismus mezi náboženství. Často jsou esoterická hnutí řazena mezi takzvaná implicitní náboženství, tedy taková, která se jako náboženství nechápou a odmítají takové označení. I tento koncept je však pro esoterismus problematický, protože implicitní náboženství se chápe jako ideologie vlastní určité skupině lidí, příznivci esoterických hnutí však často žádnou sociální skupinu netvoří a je těžké je označit jako vyznavače specifické ideologie.

## Český esoterismus

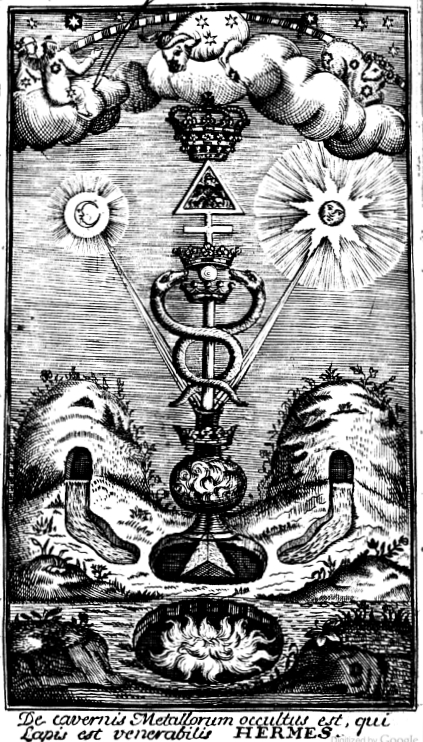
Frontispis alchymistického textu The Hermetical Triumph: or, The Victorious Philosophical Stone - Hermetický triumf aneb Vítězný kámen mudrců z roku 1723.

Počátky západního esoterismu v moderních českých dějinách jsou spojeny s martinistickou lóží U Modré hvězdy v Českých Budějovicích na konci 19. století. Brzy poté vznikla stejnojmenná lóže v Praze inklinující k teosofii, jejímiž členy byli například Gustav Meyrink, Karel Weinfurter, Julius Zeyer nebo Jiří Karásek ze Lvovic. Za první republiky působila hermetická Universalia, na niž navázal Horev klub, tyto společnosti jsou spojeny se jmény jako Pierre de Lasenic, Oldřich Eliáš, František Kabelák nebo Jan Kefer. Ve 40. letech 20. století působila také hermeticky a křesťansky orientovaná mystička Ludmila Macešková. Mezi další známé osobnosti konce 19. století a první poloviny 20. století spojené s esoterismem patří František Bardon, Otokar Březina, Josef Váchal nebo Alfons Mucha.

## Akademický zájem
Počátky sporadického akademického zájmu o západní esoterismus spadají až do počátku 20. století. Podobně jako byl tento fenomén odmítán církvemi jako kacířský, tak osvícenskou a pozdější vědou byl chápán jako iracionální pověra a přežitek a bylo poukazováno na jeho okrajovost. Badatelé zaobírající se západním esoterismem však poukazují na jeho zásadní vliv na změny ve filosofii, vědě a náboženství.
Význam esoterismu byl rozpoznán nejdříve u historiků zabývajících se antikou a renesancí, jejichž studium náboženství, mytologie, symbolů a ikonografie vyžadovalo i pochopení dobových představ a uvažování. Významným impulsem byl přesun knihovny židovského historika Aby Warburga z Hamburku na University of London ve 30. letech 20. století, který vedl k založení Warburgova institutu . Historikové renesance jako Paul Kristeller, Ernst Cassirer a Eugenio Garin také poukázali na vliv renesančního hermetismu na rozvoj moderní vědy. Na Warburgově institutu působil například Daniel Pickering Walker, který v roce 1958 vydal svou studii Spiritual and Demonic Magic: From Ficino to Campanella zaobírající se renesanční magií, nebo Frances Yatesová, která v roce 1964 publikovala studii Giordano Bruno a hermetická tradice. Podle názoru Yatesové dokonce byly hlavní myšlenky hermetismu jako lidská duchovní nezávislost nebo potenciál dosáhnout v tvůrčím myšlení a jednání úrovně Boha příčinou poznání a ovládnutí přírody v západním světě.
Západní esoterismus je také oborem některých francouzských akademiků, mezi které patří orientalista Henry Corbin (1903–1978), který přispěl k zájmu o islámskou mystiku a Avicennovy esoterické interpretace, François Secret (1911–2003) se zaobíral tématem křesťanské kabaly a západním esoterismem obecně, především pak křesťanskou theosofií a iluminismem, se zabývá Antoine Faivre (*1934). Přes trvající předsudky části akademiků ke studiu tohoto tématu se západnímu esoterismu dále věnuje například britský badatel Nicholas Goodrick-Clarke, který v 80. letech publikoval historický přehled Západní esoterické tradice či do politologie přesahující díla týkající se ariosofie a esoterického nacismu jako Okultní kořeny nacismu nebo Černé slunce.

## Historie pojmu
Slovo vychází z řeckého εσωτερικός, esoterikós, „vnitřní“, „uzavřený“. Starší než pojem esoterický je protikladný termín exoterický, použitý poprvé Aristotelem v opozici ke slovu akromatický, odvozené z ákróama „ústní instrukce“. Termín esoterický se poté objevuje až v 2. století v Lukiánově satiře Vitarum Rustio. Současný význam se pak rozvinul v dílech křesťanských učenců pozdní antiky, v díle Strómata Kléménse Alexandrijského z přelomu 2. a 3. století je jako esoterické již označováno tajné vědění, u Hippolyta Římského je míněno především tajné vědění pythagorejců, stejně jako u novoplatonika Iamblicha. Slovo esoterismus se objevilo mnohem později, lze jej nalézt až v díle Histoire critique du gnosticisme et de son influence teologa Jacqua Mattera z roku 1828 ve francouzské podobě l’esoterisme. Použil jej pro pozdě starověký gnosticismus, který považoval za synkretické hnutí vzešlé z křesťanství na jedné straně a z orientálních, řeckých a židovských vlivů na straně druhé. Termín byl v druhé polovině 19. století popularizován především v díle francouzského mága Eliphase Léviho a anglickým teosofem Alfredem Percym Sinnettem a slovo se nakonec stalo sebeoznačením pro mnohá učení, která jej definovala různým způsobem.
Pojem okultní vychází z latinského occultus „skrytý, tajný“. Ve středověké scholastice se tímto adjektivem označovaly vlastnosti či kvality objektů, které byly považovány za nezjistitelné dobovými metodami logiky a přírodní filosofie. V renesanční neoplatonistické a hermetické magii označovalo vlastnosti objektů využívané v „magia naturalis“ – přirozené magii. Výraz okultní filosofie se poprvé objevuje v díle De Occulta Philosophia libri III  – Tři knihy o okultní filosofii německého učence Agrippy z Nettesheimu. Tento termín užívá jako méně provokativní synonymum pro magii, kterou chápe jako dávnou teologii, prisca theologia, starověkou tradici, která upadla v zapomnění a opovržení a musí být obnovena. Slovo okultismus - l’occultisme, se poprvé objevilo ve francouzském slovníku Dictionnaire des mots nouveaux z roku 1842 v hesle o křesťanském esoterismu od Augustina de Lestrange a stejně jako slovo esoterismus bylo popularizováno Eliphasem Lévim, a to v jeho díle Dogma a rituál vysoké magie z roku 1856. Do angličtiny bylo toto slovo nejspíše zavedeno Helenou Petrovnou Blavatskou v roce 1875.